# Тампа Беј баканирси
Тампа Беј баканирси (енгл. Tampa Bay Buccaneers) су професионални тим америчког фудбала са седиштем у Тампи у Флориди. Утакмице као домаћин клуб игра на стадиону Рејмонд Џејмс. Наступа у НФЦ-у у дивизији Југ. Клуб је основан 1976. и до сада није мењао назив.
„Баканирси“ су 2002. и 2020. били прваци НФЛ-а. Маскота клуба је пират „Капетан Фир“.